# Claude Rosalie Liautard

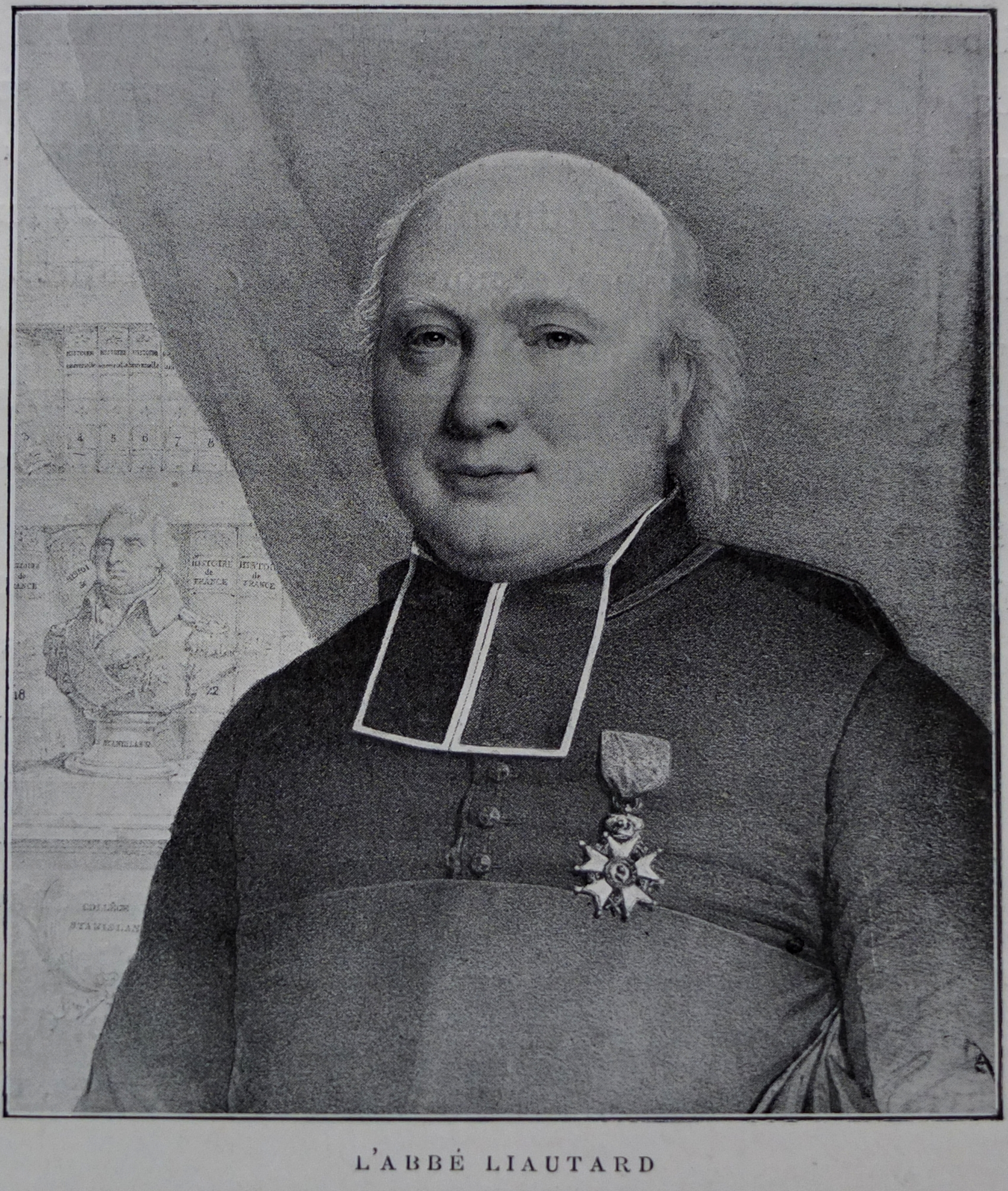
Gravure anonyme publiée en 1905, d'après un tableau probablement situé au Collège Stanislas.

Claude Rosalie Liautard, né le 7 avril 1774 à Paris et mort le 17 décembre 1842 à Fontainebleau est un prêtre catholique, fondateur du collège Stanislas de Paris et auteur de publications dans le domaine de l'enseignement.

## Biographie

### Naissance
Claude Rosalie Liautard naît dans la paroisse de Saint-Étienne-du-Mont, la rédaction de son acte de baptême, tel que rapporté par Georges Sauvé, est atypique :

« L'an mil sept cent soixante quatorze, le vendredi sept avril fut baptisé Claude Rosalie qu'on nous a dit être fils de Claude Liautard, bourgeois de Paris, et de Rosalie de la Ramisse. Né même jour rue du Fouarre et présenté par Mme Dubois, maîtresse sage-femme. »

Ainsi dès ce jour, sa filiation semble aléatoire : le père n'est pas celui qui présente l'enfant et l'acte est signé seulement par le parrain Gilles Auguste Selle et la marraine Anne Henrion. Bizarrement[pourquoi ?], Claude Rosalie se retrouve très tôt à Versailles sous la bienveillance de Marie-Antoinette elle-même, mêlé à un petit groupe d'enfants compagnons de jeux de la future duchesse d’Angoulême. Il avait déjà bénéficié d'une éducation soignée et brillait par son intelligence, or rien ne pouvait expliquer ce privilège.
Son biographe Grandmaison y Bruno avance en 1855 qu'il était devenu orphelin à 4 ans et adopté par une amie de sa mère, liée avec la Maréchale de Tallard qui l'aurait introduit à Versailles, mais aucun fait ou allusion dans la correspondance ou les écrits de Liautard n'évoque ces circonstances. 
Plus probablement, il aurait été un fils naturel de Louis XV comme le confirme une note écrite de la main de Liautard peu de temps avant sa mort et mentionnée par l'abbé Oudry qui l'a vue et qui confirme cette hypothèse qui courait depuis longtemps. D'autre part Liautard a écrit un mémoire sur Les Enfants trouvés qui fait écho à sa propre situation.